# 南非孤挺花
南非孤挺花（学名：Amaryllis belladonna；英语：Jersey lily、belladonna-lily、naked-lady-lily、March lily）是孤挺花属的一种植物，原生于南非开普省，现在已经作为园艺植物遍植世界各地。它每次可开2至12朵粉色花，花杆长可达10厘米。其种加词来自意大利语“bella donna”，意思是“美丽的女子”。

## 用途
南非孤挺花是一种常见的观赏植物，此外它的鳞茎中发现的生物碱可用来治疗恶性疟。